# René Dalemans
René Dalemans, né à Uccle le 2 juin 1939 et mort à Auderghem le 29 mai 2022, est un écrivain, conférencier, critique d'art et historien belge.

## Biographie
René Dalemans, licencié agrégé en histoire de l'art et archéologie, consacra principalement sa plume à des publications concernant l'histoire de Belgique et à ses personnalités, particulièrement dans le domaine des arts.
Il eut parallèlement une carrière de professeur dans l'enseignement moyen et supérieur (1963-1990) comme maître de stages à l'Université libre de Bruxelles et professeur-conférencier aux universités des aînés (UCL-ULB). Il fut directeur de l'Académie des arts de Woluwe-Saint-Pierre et membre de l'Association internationale des critiques d'art.

## Honneurs
- Officier de l'ordre des Palmes académiques (France)
- Officier de l'ordre de Léopold

## Publications
- Bruegel et son temps, Artis-Histora  (ISBN 2873911425).
- Le Peintre symboliste Émile Fabry, Bruxelles, édition Paul Legrain, 1986.
- 100 ans d'Art Plastique. D'un monde à l'autre. 1914-1945, Artis-Historia.
- Le Mexique précolombien, Artis-Historia, collection Arts et Civilisations, Bruxelles, 1993.
- D’hier à aujourd’hui (1945-1983), Bruxelles, Artis-Historia, 1990.
- Jean Timmermans, Bruxelles, École des arts , 1980.
- Les Belges et le Mexique : cinq siècles d'aventures, Mons, Couleur livres.
- Couleurs de notre temps : la peinture en Belgique au XXe siècle, Malines, Artis-Historia, Bruxelles, 1996.
- Rubens et son temps, Concrea Marketing / Artis-Historia  (ISBN 2-87391-292-8).
- Ombre et lumière : la peinture en Belgique aux XVIIIe et XIXe siècles, Artis-Historia.